# 马卡巴拉那
马卡巴拉那是巴西伯南布哥州的一个市镇。总面积100.24平方公里，总人口23144人，人口密度230.9人/平方公里。